# Улица Генерала Симоняка
Улица Генера́ла Симоняка́ — улица в Кировском районе Санкт-Петербурга, в округе Ульянка. Проходит от проспекта Ветеранов до проспекта Народного Ополчения. Пересекает улицу Стойкости.

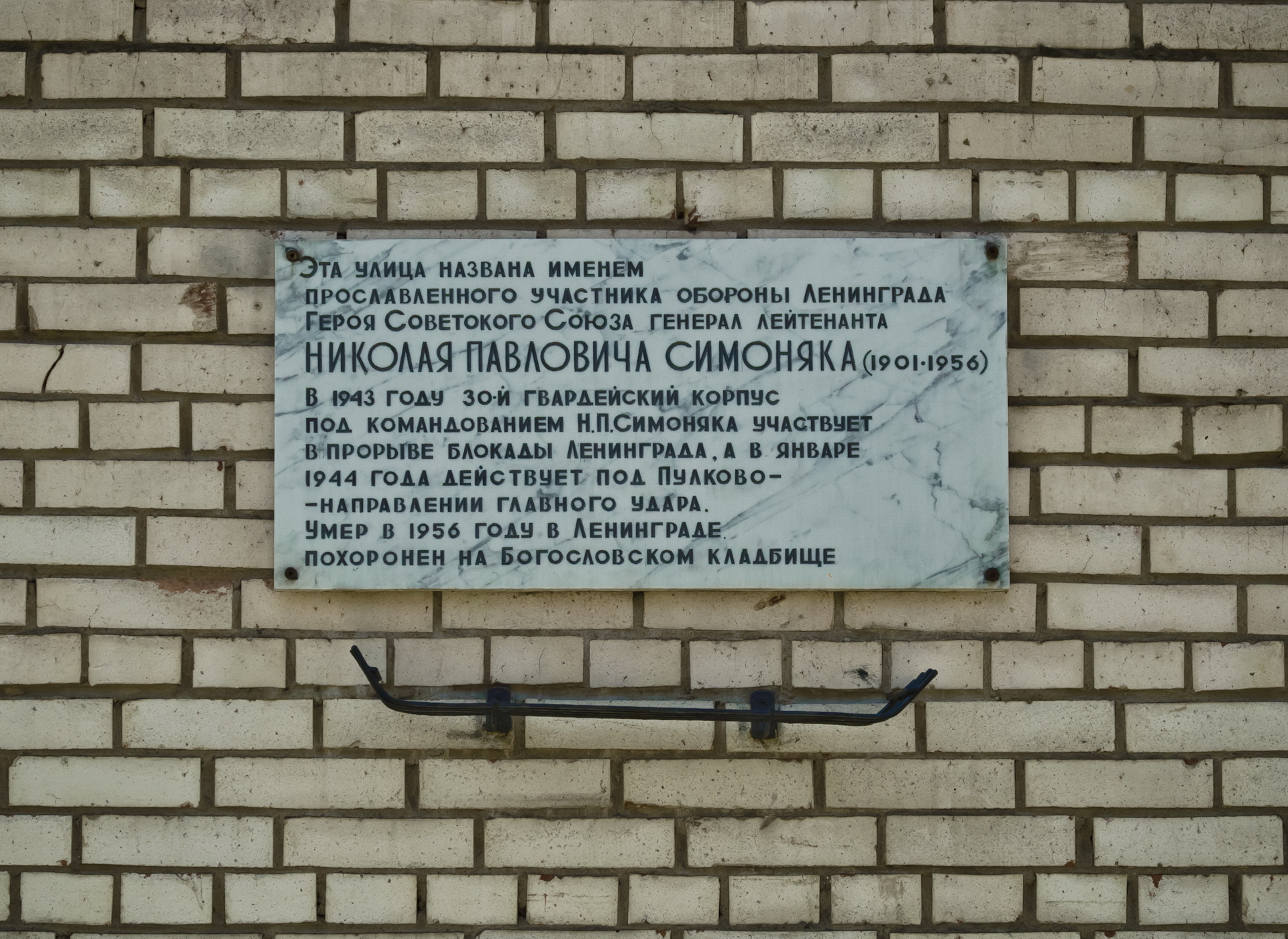
Мемориальная доска Н. П. Симоняку на стене дома 1

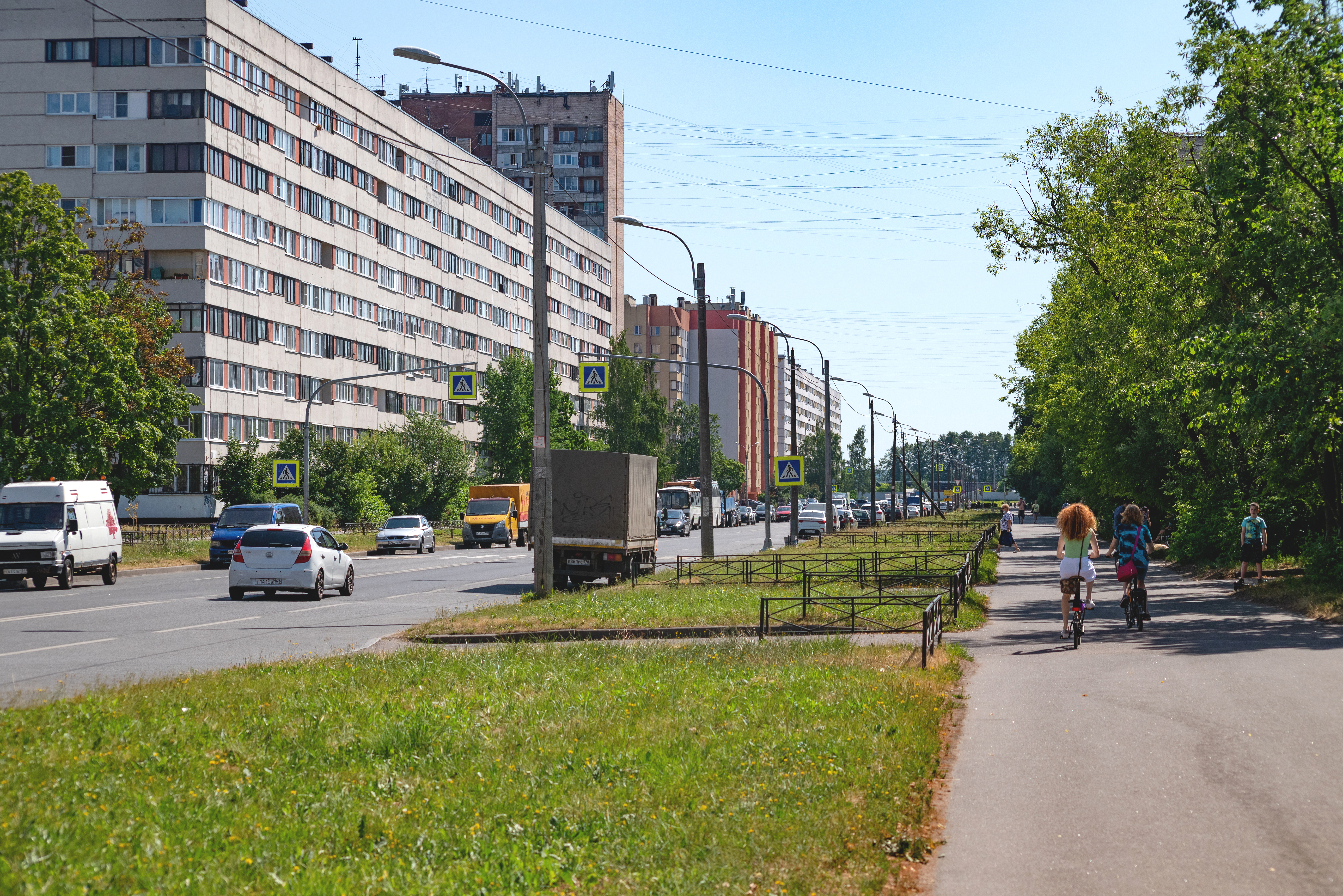
Улица по состоянию на лето 2021 года

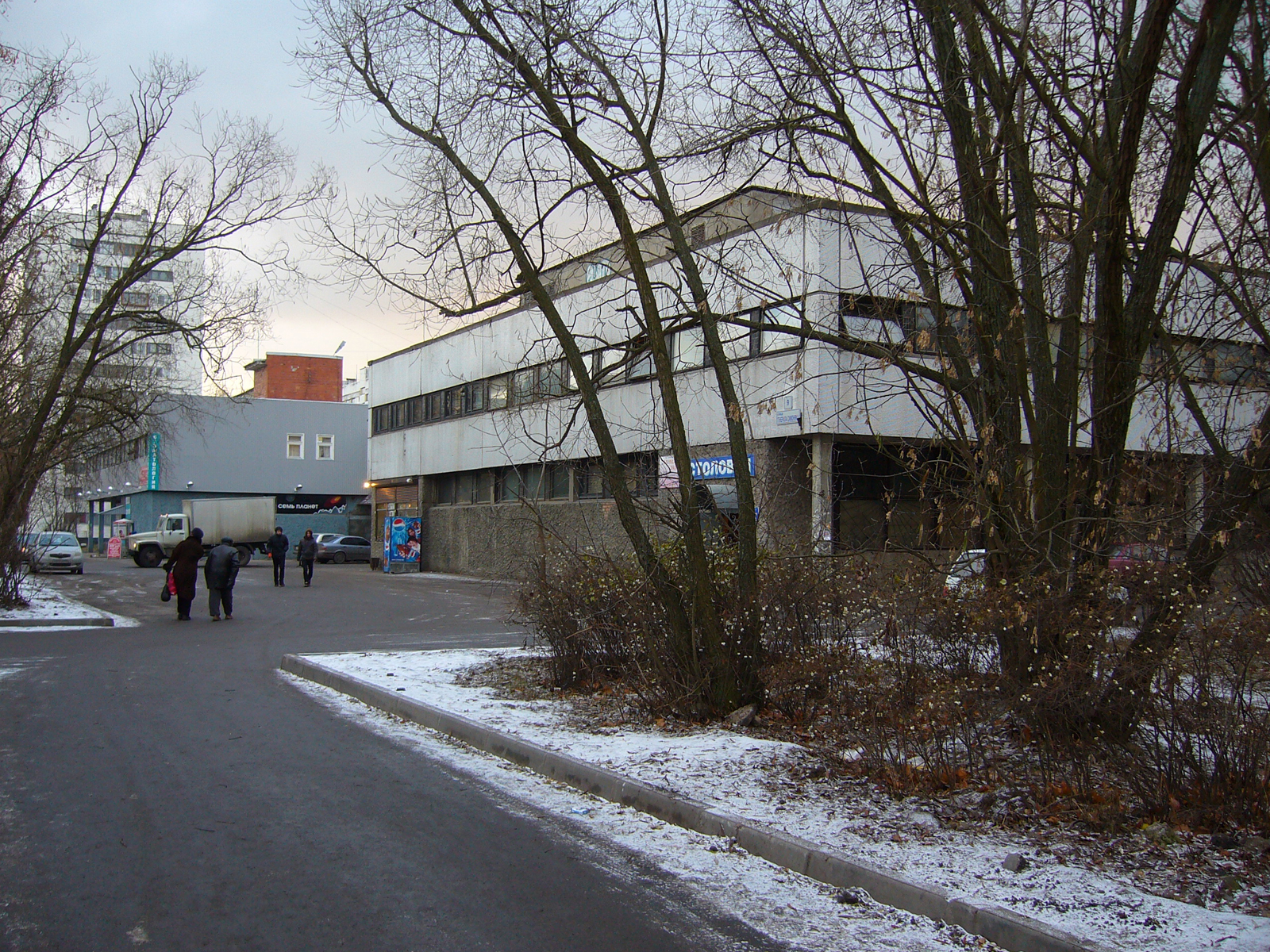
Торгово-бытовой центр, Генерала Симоняка, 9

## История
Название присвоено 16 января 1964 года в честь Героя Советского Союза гвардии генерал-лейтенанта Николая Павловича Симоняка.

## Инфраструктура

### Транспорт
- Станция «Проспект Ветеранов»
- № 18, 68, 68А, 81, 88, 89, 103, 130, 145, 145Б, 145Э, 181, 256, 265, 284, 297, 345, 639А
- № 20, 37, 44, 46
- № 105А, 486В, 631, 635, 639Б, 650Б, 650В
- Железнодорожная платформа Ульянка

### Здравоохранение
- ГУЗ Городская поликлиника № 88 (ТМО № 21), улица Генерала Симоняка, дом 6[1]

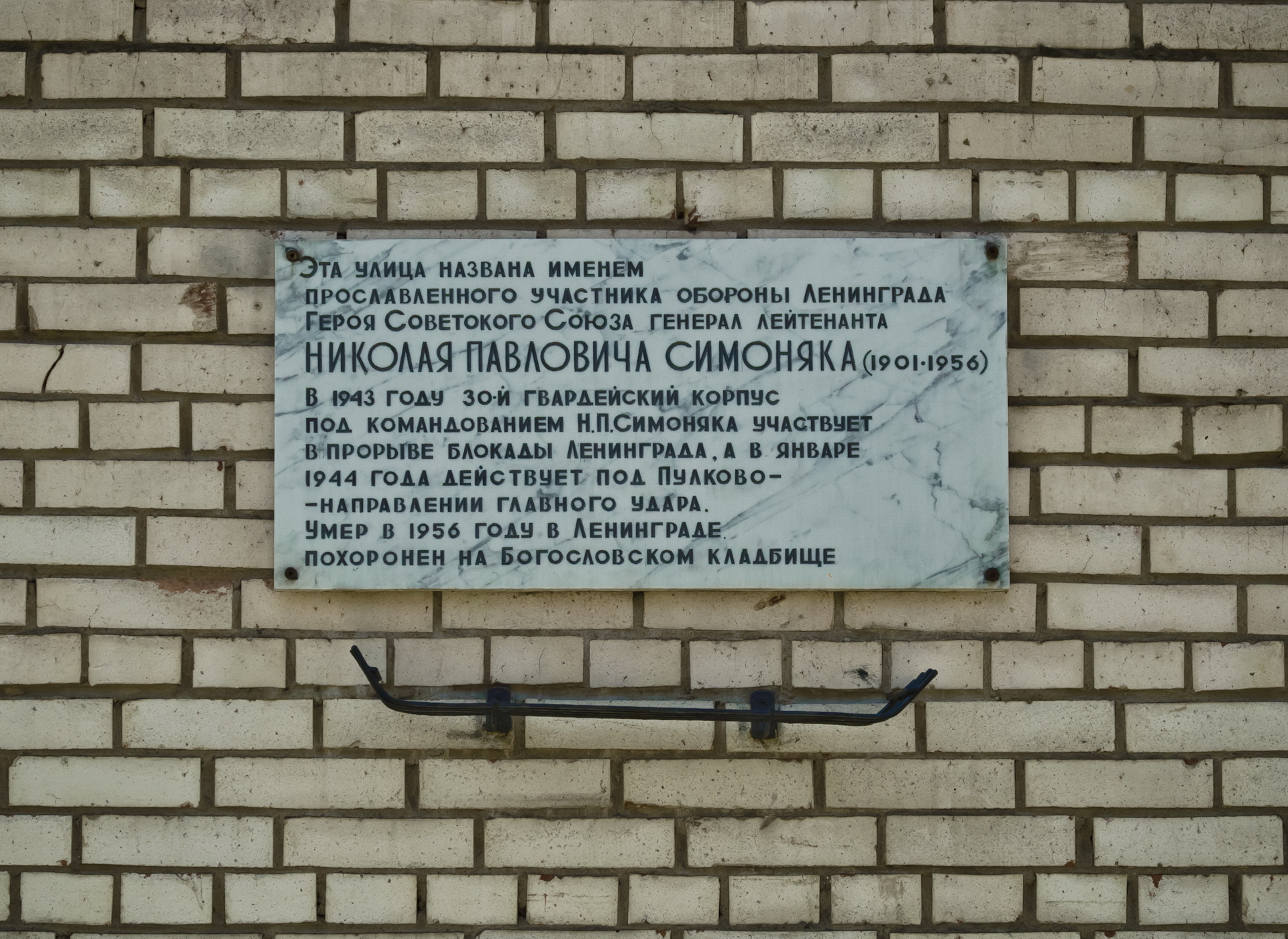
Мемориальная доска Н. П. Симоняку на стене дома 1

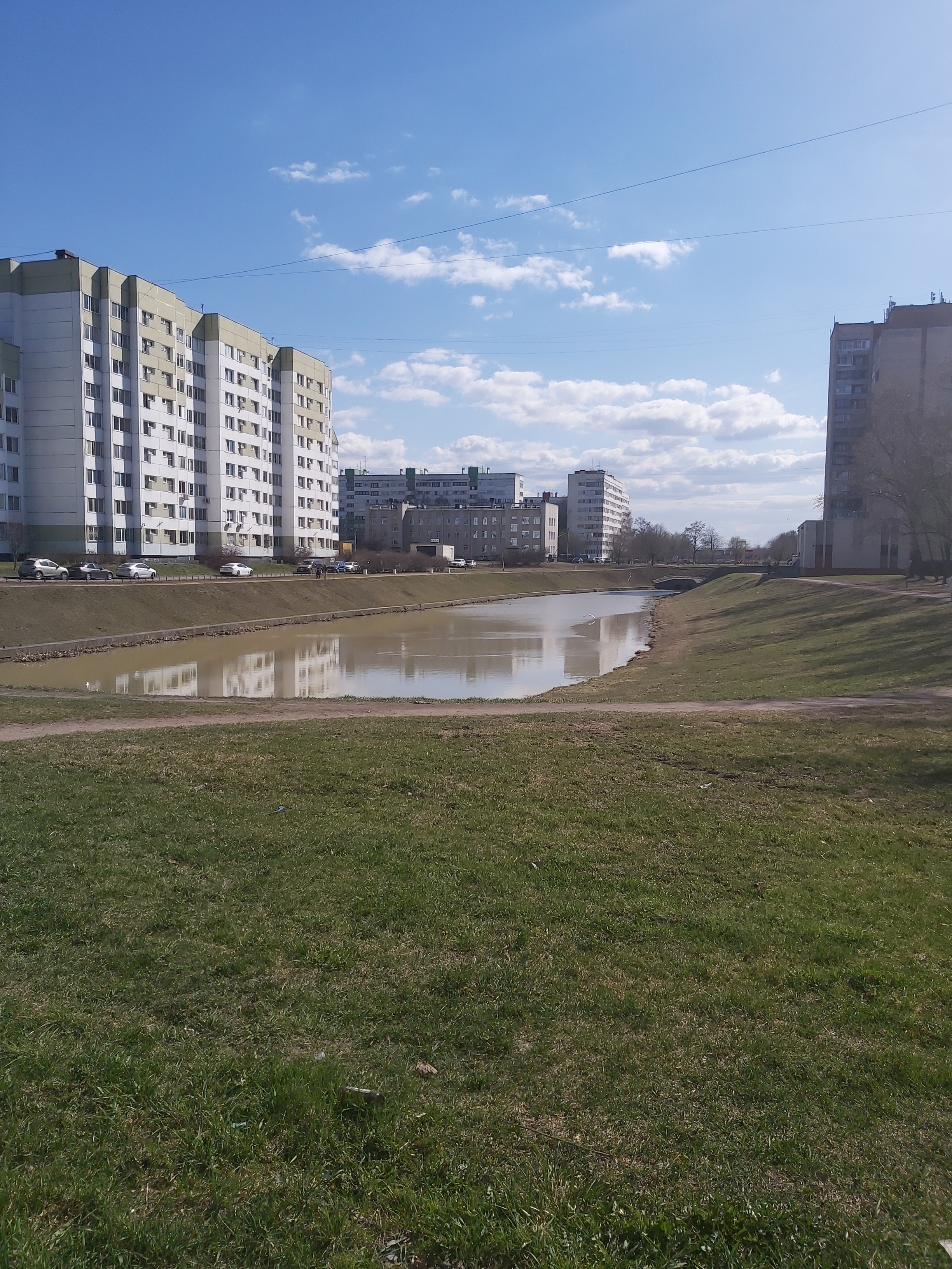
КВД 7, здание исторической детской поликлиники

- Кожно-венерологический диспансер №7, Кировского района, расположенный в здании бывшей детской поликлиники.
- Детская поликлиника, проспект Ветеранов, 89

### Торгово-бытовые центры
Торгово-бытовой центр «Бублик», улица Генерала Симоняка, дом 9:
- администрация муниципального округа № 26 «Ульянка»[4]
- Магазин «Чайка»
- Кулинарный магазин, Бублик
- столовая Комбината быстрого питания[5]
- аптека № 175[6]
- фитнес-клуб «Академия тела»[7]

## Культура

### Концерт в честь годовщины Победы
Каждый год ко Дню Победы на открытой сцене на улице Генерала Симоняка при поддержке администрации МО «Ульянка» проводится встреча ветеранов и концерт.
|                                  |                                    |                             |
| Выступление хора ЛенВО. 2008 год | Выступление ВИА «Дружба». 2008 год | Публика, ветераны. 2008 год |

## Жилая застройка
Жилые дома на улице Генерала Симоняка представлены, в основном, типовыми сериями панельных домов 1-ЛГ-600 «Корабль» и 1ЛГ-600-I «Точка», а также типовой серией кирпичных домов 1-528КП-41.